# Digitalna obdelava signalov
Digitalna obdelava (procesiranje) signalov (znana tudi pod kratico DSP, angleško Digital Signal Processing) je področje elektrotehnike, ki se ukvarja s pretvorbo analognih (zveznih) signalov v digitalne (diskretne), z obdelavo in analizo v digitalnem svetu in rekonstrukcijo digitalnih signalov v zvezne.

## Vzorčenje analognih signalov
Vzorčenje je pretvorba analognih signalov v diskretne s pomočjo analogno/digitalnih pretvornikov. Izberemo si vzorčevalno periodo (T), ki določi časovni razmik med posameznimi vzorci. 
Nyquistov zakon pravi, da v primeru, da je vzorčevalna frekvenca (1/T) manjši od dvakratnika maksimalne frekvence, ki je prisotna v vzorčenem signalu pride do prekrivanja (aliasing-a). Potreben pogoj, da lahko iz diskretnega signala rekonstruiramo originalni signal je, da prekrivanja ni. V praksi naj bi bila frekvenca vzorčevanja vsaj desetkrat tolikšna kot je pričakovana najvišja frekvenca signala.

## Uporaba
- telefonija
- glasba
- večpredstavnost
- digitalna televizija
- nadzor procesov
- radarji
- sonarji